# 폴리아데닐화

진핵생물의 성숙한 mRNA의 전형적인 구조

폴리아데닐화(영어: polyadenylation)는 일반적으로 전령 RNA(mRNA)인 RNA 전사체에 폴리(A) 꼬리를 첨가하는 것이다. 폴리(A) 꼬리는 여러 개의 아데노신 일인산(AMP)로 구성된다. 즉, 아데닌 염기만 있는 RNA 서열이다. 진핵생물에서 폴리아데닐화는 번역을 위해 성숙한 mRNA를 형성하는 과정의 일부이다. 많은 세균에서 폴리(A) 꼬리는 mRNA의 분해를 촉진한다. 따라서 폴리아데닐화는 보다 더 큰 유전자 발현 과정의 일부를 형성한다.

## 폴리 아데닐화의 활용
유전학의 기본이 되는 qPCR, RNA 시퀀싱 등을 위한 RNA 역전사 효소의 사용시, Oligo dT(긴 T 시퀀스)를 통한 mRNA의 선택에 활용될 수 있다. 거의 모든 mRNA는 폴리 아데닐화가 진행되어 있으므로, 이 방법을 통해 mRNA만 선택적으로 복제하고 시퀀스할 수 있다.

## 같이 보기
- 아데노신 일인산 (AMP)